# Amarte así (telenovela)
Amarte así (Frijolito) est une telenovela américaine écrite par Arnaldo Limansky et Cristina Palacios.
Elle est diffusée entre le 4 avril 2005 et le 16 septembre 2005 sur Telemundo.
Elle a été diffusée en France sur France Ô en 2009 et à plusieurs reprises sur IDF1.

## Synopsis
Margarita a du mal à se souvenir de la nuit où elle est tombée enceinte. Un matin, encore adolescente, elle se réveille nue et toute seule. Elle se rappelle vaguement avoir couché avec Ignacio Reyes, un étudiant en médecine rencontré en soirée. Elle pense alors avoir été droguée et abusée par le jeune homme, sans vraiment en être sûre. Lucho, qui lui avait présenté Ignacio, lui dit que le jeune homme est reparti pour ses études et qu'il ne veut pas entendre parler d'elle, mais qu'il serait prêt à payer un avortement. Ce que Margarita a refusé.
Des années plus tard, Ignacio devenu médecin revient à Ciudad Esperanza, fiancé à Chantal, la belle-sœur de son frère. Il fait la connaissance d'un petit Ignacio surnommé Frijolito, du nom du restaurant "El Frijol" où il est né. L'enfant espiègle s'attache à lui et devient un très bon ami de sa nièce Dulce, du même âge. Ignacio souhaite rencontrer la mère du garçon. Il ne paraît pas du tout se souvenir de Margarita qui fait passer une de ses amies, Olga, la femme de Lucho, pour la mère de leur fils. Ignacio essaye de tromper Chantal avec Margarita, qui est pourtant très réticente.
Margarita a des difficultés financières. Elle travaille la journée comme coiffeuse avec Olga et le soir comme Mariachi au Frijol, qui ne marche plus très bien. Adela, la locataire de sa mère, lui propose de répondre à l'offre d'emploi de ses patrons qui recherchent une nounou. En découvrant qu'il s'agit de la famille Reyes, Margarita refuse dans un premier temps, puis est embauchée pour s'occuper de Dulce et Daniela. mais soudain une fille âgée de 15 ans qui est en quelque sorte la demi-sœur de Margarita qui s'appelle Ulce va redonner une vraie vie à Frijolito parce que Margarita voulait cacher son fils pour qu'Ignacio ne le prenne pas.
Ignacio, Francisco, le père des fillettes, et Anuciacion, leur sœur, ont été abandonnés par un père alcoolique. Ils ont donc hérité du patronyme et de la fortune du deuxième mari de leur mère. Francisco, s'est imposé en chef de la famille Reyes, il a assis son autorité sur ses proches qui n'acceptent pas toujours ses colères. Il ne se remet pas du décès de son épouse Corinna, sa belle-mère qu'il héberge ne l'y aidant pas. Francisco voit en Margarita un rayon de soleil. Et à la fin Margarita et Ignacio annoncent à Frijolito qu'il va avoir un petit frère...

## Distribution
- Mauricio Ochmann : Ignacio « Nacho » Reyes
- Litzy : Margarita Lizárraga
- Alejandro Felipe : Ignacio « Frijolito » Reyes Lizárraga
- Roberto Mateos : Francisco Reyes
- Edgar Vivar : Don Pedro
- Tina Romero : Doña Evangelina Lizuralde
- Liliana Rodriguez : Anunciación Reyes
- Marita Ballesteros : Lucrecia González
- Diego Olivera : Gregorio Valbueno
- Carla Peterson : Chantal González
- Jorge Schubert : Ramiro
- Enoc Leaño : Juan Tenorio
- Sergio Ochoa : Vicente
- Jorge Suárez : David
- Maxi Ghione : Lucho
- Irene Almus : Adela
- Mercedes Scapola : Olga
- Cristina Mason : Rosita
- Isamar González : Daniela Reyes
- Leonardo Juarez : Toño Valbueno
- Mariana Beyer : Dulce Reyes
- Mónica Calho
- Celina Font : Lucía Luna
- Pietro Gian : Salvador
- Guido Massri : Temo
- Juanma Muñoz : Pancho
- Aldo Pastur : Morales
- Vanessa Robbiano : Carmen
- Mauricio Rodríguez : Patocho
- Maite Zumelzú : Matilde Velez

### Sources
- (es) Cet article est partiellement ou en totalité issu de l’article de Wikipédia en espagnol intitulé « Amarte así » (voir la liste des auteurs).